# Armin Romstedt
Armin Romstedt (* 6. Januar 1957 in Frankendorf/Thüringen) ist ein ehemaliger deutscher Fußballspieler. In der höchsten Spielklasse des DDR-Fußballs, der Oberliga, spielte er für den FC Rot-Weiß Erfurt.

## Sportliche Laufbahn

### Gemeinschafts-, Club- und Vereinsstationen
Armin Romstedt war Außenstürmer und spielte in seiner Jugendzeit für die BSG Traktor Frankendorf und die BSG Motor Weimar. In der Saison 1978/79 kam er, nachdem Romstedt mit 13 Toren in der Liga für Weimar auf sich aufmerksam gemacht hatte, im Alter von 22 Jahren zum FC Rot-Weiß Erfurt. In den letzten sechs Matches dieser Oberligaspielzeit wurde er beim FC Rot-Weiß bereits eingesetzt und erzielte schon in seinem dritten Einsatz gegen Dynamo Dresden sein erstes Tor in der höchsten Spielklasse der DDR. Insgesamt bestritt er für die Erfurter 287 Oberligaspiele und erzielte dabei 62 Tore.
Obwohl er sich als Stürmer neben Jürgen Heun regelmäßig als Torschütze hervortat, traf er in keiner seiner 13 Oberligaspielzeiten zweistellig. Der Bestwert des Meisters der sozialistischen Industrie stammt aus der letzten Saison der bereits in NOFV-Oberliga umbenannten ehemaligen DDR-Meisterschaft mit 9 Toren. Im FDGB-Pokalfinale 1980 gegen den FC Carl Zeiss Jena schoss Romstedt das 1:0 für die Erfurter. Erst kurz vor dem Ende der regulären Spielzeit konnten die Jenaer durch Jürgen Raab ausgleichen und gewannen schließlich 3:1 nach Verlängerung.
Zum Ende seiner Karriere war er zudem dreimal mit den Thüringern im UEFA-Pokal aktiv und spielte in der Saison 1991/92 noch 17 mal (1 Tor) in der 2. Bundesliga. Nach drei Jahren beim SC 1903 Weimar kehrte Armin Romstedt 1996 noch einmal zu seinem alten Verein nach Erfurt zurück. Für die zweite Mannschaft des FC Rot-Weiß Erfurt spielte er im Alter von 40 Jahren noch eine Saison in der Thüringenliga und erzielte dort sogar zehn Tore. Danach ließ er seine aktive Laufbahn bei seinem Jugendverein SV Fortuna Frankendorf in der Kreisliga als Spielertrainer endgültig ausklingen.

### Auswahleinsätze
In der Saison 1982/83 wirkte der Erfurter Stürmer in zwei Testspielen der DDR-Olympiaauswahl mit. In den Qualifikationsbegegnungen für die Olympischen Spiele 1984 wurde er nicht eingesetzt.
Am 12. September 1984 bestritt Armin Romstedt in Zwickau gegen Griechenland sein einziges Länderspiel für die Fußballnationalmannschaft der DDR. Zu diesem Einsatz gelangte der Erfurter Stürmer vor allem deshalb, weil an diesem Tag die A-Nationalmannschaft gleich zwei Partien austrug. Während die leistungsstärkere Mannschaft in England mit Trainer Bernd Stange antrat, spielte Romstedt in einer mit einigen Debütanten gespickten Elf, gecoacht von Stanges Assistent Harald Irmscher, im Georgi-Dimitroff-Stadion gegen die Griechen. Mit seinem Tor zum 1:0 in der 23. Minute sorgte Torsten Gütschow für den Sieg der Anschlusskader in einer Testpartie, in der Romstedt 22 Minuten vor Schluss für Christian Backs eingewechselt wurde.

## Weiterer Werdegang
Nach Ende seiner aktiven Laufbahn betrieb Armin Romstedt ein Sportgeschäft in Erfurt. Außerdem war er von Dezember 2005 bis September 2008 als Trainer beim SC 1903 Weimar tätig.